# Hornhautfeile

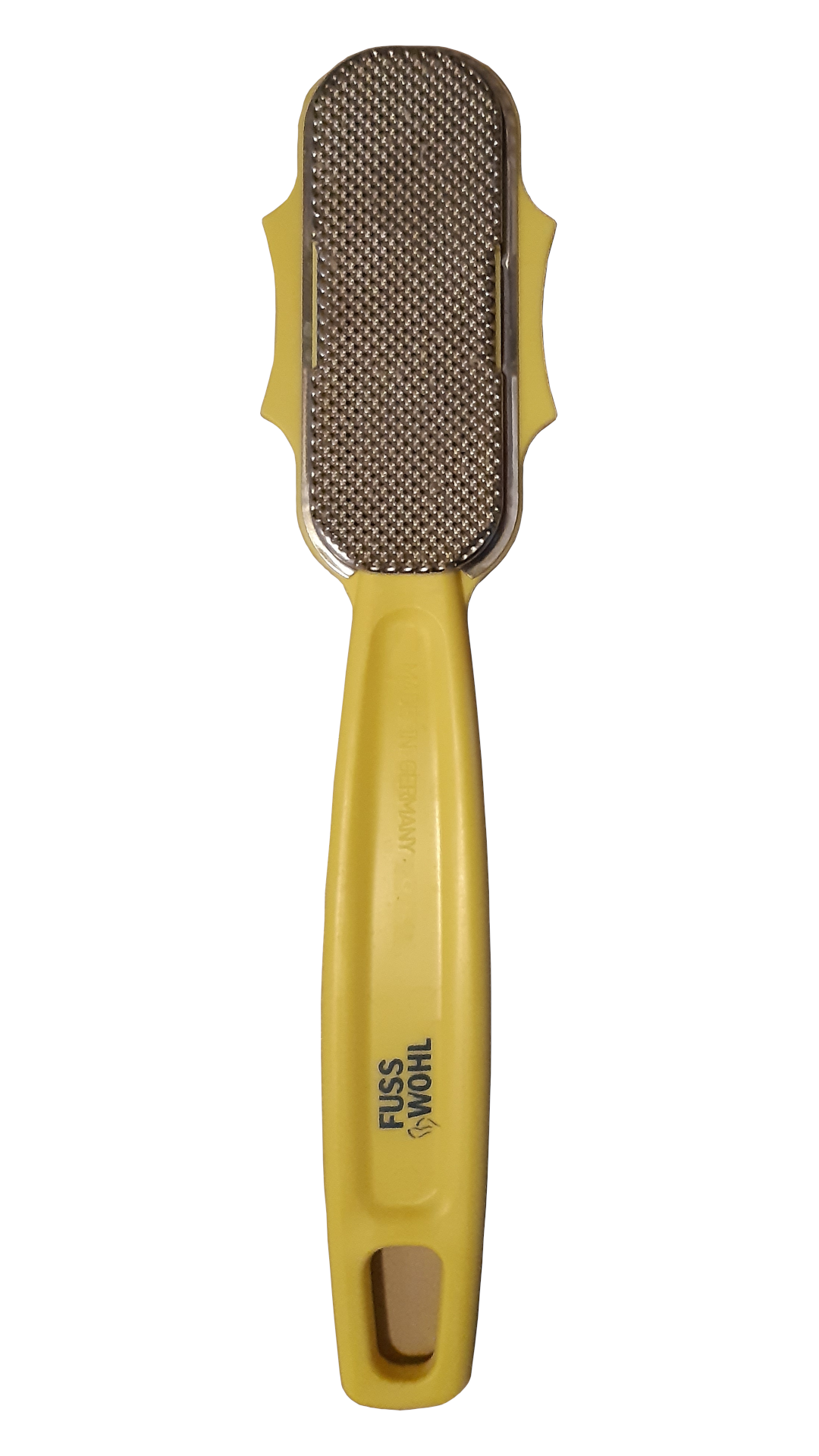
Eine Hornhautfeile ist ein kosmetisches Werkzeug.

Eine Hornhautfeile ist ein kosmetisches Werkzeug, um Hornhaut an den Füßen zu entfernen. Auch lassen sich damit raue Stellen an den Füßen glätten. Nach der Hornhautentfernung sollte eine Fußcreme verwendet werden.